# شاندل
شاندل (۲ آذر ۱۳۱۲، فرانسه – ۲۹ خرداد ۱۳۵۶،تونس) نام یک شخصیت غیرواقعی و نمادین است که در برخی نوشته‌ها و سخنرانی‌های علی شریعتی نام برده می‌شد و توسط خود او ساخته شده(یا به زبان دیگر خود شریعتی است) شاندل در زبان فرانسوی به معنا شمع است از طرفی شمع تخلص مورد استفاده شریعتی بود که از کنار هم گذاشتن حروف اول کلمات (شریعتی، مزینانی، علی) که سازنده نام علی شریعتی مزینانی بودند به وجود آمد. تا سال‌ها کسی از یک شخص بودن شریعتی و شاندل خبر نداشت و سال‌های بعد از فوت او جستجوگران در یافتن فردی به نام شاندل عاجز مانده بودند تا زمانی که مطالعاتی بر دست نوشته‌های شخصی وی صورت گرفت و با نشانه‌هایی در خصوص شاندل گذاشته بود به یکسان بودن شخصیت شاندل و علی شریعتی پی بردند.

## تخلص شمع
شمع سرواژه‌ای از کلمات { شریعتی، مزینانی، علی }سازنده نام علی شریعتی مزینانی است.

### اولین استفاده‌ها از تخلص شمع
در سال‌های آغازین دهه ۳۰، شریعتی که جوانی ۲۰ ساله بود اشعارش را با نام مستعار «شمع» در روزنامه خراسان به چاپ می‌رساند. دلیل این عمل این بود که پدرش محمدتقی شریعتی از روشنفکران و فعالان سیاسی–مذهبی مطرح آن زمان بود و علی شریعتی نمی‌خواست نامش را فاش کند یا گمان می‌کرد که اشعارش کیفیت بالایی ندارند و هنوز پخته نیستند و هیچ وقت قصد انتشار آنان را نداشت
شعرهایم سوزانده شود که نماند مگر «قوی سپید» و «غریب راه» و «در کشور» و «شمع زندان» (وصیت نامه)
اما او برخی از اشعارش را با نام خود در این روزنامه به چاپ رسانید اولین شعر او «شمع زندان» نام داشت که شمع نماد خود شریعتی بود

### تبدیل شدن «شمع» به یک تخلص حرفه‌ای
علی شریعتی اکثر مقالات حرفه‌ای و علمی خود را به نام خود در روزنامه خراسان به چاپ می‌رسانید و گاهی از نام «شمع» استفاده می‌کرد اما بعدها در نشریه ایران آزاد، ارگان سازمان‌های اروپایی جبهه ملی ایران، و همچنین در نشریه نامه پارسی با نام مستعار «شمع» در آن مطلب می‌نوشت. دلیل این کار برای داشتن امنیت و پنهان ماندن از چشم ساواک بود

## تولد شاندل
در بازگشت به ایران، مشخصا از نیمه دوم دهه ۴۰ ردپای شاندل در آثار و گفتار شریعتی پیدا می‌شود. شاندل، ترجمه فرانسوی «شمع» است و شریعتی او را یک شاعر و نویسنده و شرق‌شناس آزادی‌خواه تونسی فرانسوی نژاد و متولد از پدری روحانی و مادری فئودال معرفی می‌کند (شخصیتی بسیار شبیه پیشه و خانواده شریعتی) و در بین برخی از سخنانش از او نقل قول می‌کند

 به قول شاندل: دنیای امروز تمام زندگی اش را وقف کرده تا ابزار زندگی بسازد.
شریعتی در برخی از نوشته‌ها و گفته‌هایش از شاندل به عنوان فردی بسیار توانا و دانشمند یاد می‌کند تا جایی که در کتاب کویر، شاندل را یکی از معبودهایش معرفی می‌کند. طبق نوشته‌های شریعتی شاندل در تاریخ ۲ آذر ۱۳۱۲ (زادروز علی شریعتی) متولد شده‌است و در تاریخ ۹ اسفند ۱۳۴۶ (تاریخی سمبولیک با اشاراتی بیوگرافی) در حادثه‌ای جان باخته
شریعتی دربارهٔ شاندل یا به زبانی دیگر دربارهٔ خود این گونه می‌نویسد:
 «و دیگران و دیگران… پروفسور شاندل که در هیچ قالبی نتوانستم محصورش کنم و به قول جلال آل احمد: «هر جایی جوری بود و همه‌جا یک‌جور» و هر لحظه جلوه‌ای دیگر داشت و در همه تجلی‌های رنگارنگ و شگفتش یک روح آشکار بود و همواره از بودا تا دکارت در نوسان بود و شرق و غرب را، گذشته و آینده را و زمین و آسمان را زیر پا می‌گذاشت و لحظه‌ای آرام نداشت و در حادثهٔ صبح بیست‌وهشتم فوریهٔ سال ۱۹۶۷ برای همیشه آرام گرفت.»
او به شاندل کتابی به عنوان گفتگوهای تنهایی نسبت می‌دهد اما بعد از مرگ او در بین نوشته‌های منتشر نشده اش مجموعه‌ای به همین نام (گفتگوهای تنهایی) یافت می‌شود که در آن چنین آمده‌است و به صورت غیر مستقیم به ارتباط شاندل و خودش اشاره شده‌است
 "... نخستین شعری که سروده‌ام، "شمع" بوده‌است، منتهی "شمع زندان". رابطه‌ای دیگر نیز میان من و شمع هست، که بسیار شگفت‌انگیز است، بسیار، اما نمی‌توان گفت، شاید در آینده روزی برسد که بتوان، اما امروز نمی‌توان. گذشته از آن، شمع، یک نوع خود من است، مگر نه شمع مجموعهٔ حروف اول اسامی من است…"

## فلسفه شاندل
به گفته محققان شاندل تنها یک تخلص برای علی شریعتی نبود بلکه فرد آرمانی بود که شریعتی می‌خواست او باشد! به همین دلیل هر گاه که در بین سخنرانی‌ها یا کتاب‌هایش جملاتی را از بزرگان و فیلسوفان می‌آورد هیچ‌گاه جمله‌ای به نام خودش در بیان آنان نمی‌نوشت بلکه جمله‌ای به نام شخصی به اسم شاندل را می‌گفت که در حقیقت نماینده خود او بود یک نظریه هم این است که شریعتی باور داشت در کشورهای از نظر فرهنگی عقب‌مانده، وقتی «نقل قول» می‌کنیم و حرفی را از قول کسی می‌گوییم، این، اثربخش‌تر است و به همین دلیل گاهی از شاندل نقل می‌کرد.